# 12237 Coughlin
12237 Coughlin è un asteroide della fascia principale. Scoperto nel 1987, presenta un'orbita caratterizzata da un semiasse maggiore pari a 2,2933238 UA e da un'eccentricità di 0,1995830, inclinata di 23,40538° rispetto all'eclittica.
L'asteroide è stato così nominato in onore di Thomas B. Coughlin, dell'Applied Physics Laboratory (APL) della Johns Hopkins University, responsabile di progetto della missione Near Earth Asteroid Rendezvous.